# Comté de Franklin (Washington)
Pour les articles homonymes, voir Comté de Franklin.
Le comté de Franklin (anglais: Franklin County) est un comté de l'État américain de Washington. Son siège est Pasco. Selon le recensement de 2010, sa population est de 78 163 habitants.

## Géolocalisation
| Comté de Grant  | Comté d'Adams     |                      |
|                 | Comté de Franklin | Comté de Whitman     |
| Comté de Benton |                   | Comté de Walla Walla |